# Im Fadenkreuz (Album)
Im Fadenkreuz ist das fünfte Studioalbum der deutschen Band Heldmaschine.

## Geschichte
Es erschien am 27. September 2019 auf dem Label MP Records/Soulfood. Produziert wurde das Album von Tom Dams.
Im Gegensatz zu den vorherigen Studioalben, wurde vorab keine Single veröffentlicht. Allerdings erschien Anfang März 2019 die EP Volles Brett mit den Liedern Luxus, Ich, Ich, Ich, Härter und Springt!. Die Hülle ist, angelehnt an den Titel der EP, aus Holz.
Unter der Regie von Mark Feuerstake wurde ein Musikvideo für den Titel Gottverdammter Mensch gedreht.

## Trackliste
1. Leck Mich Fett, 4:16
2. Luxus, 4:10
3. Zwei Sekunden, 5:17
4. Die Geister Die Ich Rief, 3:47
5. Springt!, 3:49
6. Härter, 3:37
7. Ich, Ich, Ich, 4:01
8. Gottverdammter Mensch, 5:18
9. Klingt Wie Rammstein, 4:59
10. Leben, 5:23
11. Wie Ein Orkan, 4:19
12. Maschinenliebe - (Instrumental), 5:24

## Rezensionen
„Die Band kündigte an, dieses Album sei ihr bisher facettenreichstes. Das stimmt auch. Auf Longplayer Nummer fünf überzeugt die Band mit Individualität, ist mal frech, mal nachdenklich, mal aber eben auch ein wenig plakativ. Spaß macht ‚Im Fadenkreuz‘ auf jeden Fall, und auch schlechte Songs sucht man vergebens. Einzig ‚Gottverdammter Mensch‘ irritiert ein wenig als wenig tiefsinniges ‚Baby, es tut mir leid‘-Spoken-Word-Piece, der Rest des Albums liefert einige Highlights des bisherigen Maschinenopus‘. Besonders viel Spaß machen ‚Springt!‘, ‚Die Geister die ich rief‘ und ‚Klingt wie Rammstein‘, auch die anderen Songs wirken sehr ausgereift und zeugen von großer, dieser Band innewohnender Energie. Wie bisher gelingt die Weiterentwicklung der Heldma- schine mit jedem Album, und hier wird auch wieder ordentlich abgeliefert. Weiter so, Jungs!“

„Heldmaschine wandern auf “Im Fadenkreuz“ von Selbstironie (“Spring!“), über Gesellschaftskritik (“Klingt Wie Rammstein“, das zwar mit Elementen der NDH-Pioniere spielt, schlussendlich aber nach 100% HELDMASCHINE klingt) bis hin zu tanzbaren Elektro-Rock-Nummern (“Härter“). Vielfalt ist da, neue Ansätze sind es jedoch kaum. Nichtsdestotrotz liefern HELDMASCHINE ein solides, druckvolles und über weite Strecken tanzbares Album ab, das zumindest für die anstehenden Konzerte reichlich Futter bieten sollte.“

## Volles Brett
Am 7. Februar 2019 erschien die EP Volles Brett, die die vier Lieder Luxus, Ich, Ich, Ich, Härter und Springt! beinhaltet. Die erste Auflage fasste 500 Exemplare, eine zweite Auflage erhielt erneut 500 Exemplare, so dass die EP auf 1000 Exemplare limitiert wurde. In Anspielung auf dem Namen wurde das Cover aus einem leichten Holz erstellt und wurde zu einem Holzbrett verarbeitet, in diesem eine CD beinhaltet ist. Mit einem Laser wurden Aufschriften geschnitten und beschriftet und jedes einzelne Exemplar wurde einzeln durchnummeriert.
| # | Titel         | Länge |
| - | ------------- | ----- |
| 1 | Luxus         | 4:10  |
| 2 | Ich, Ich, Ich | 4:01  |
| 3 | Härter        | 3:37  |
| 4 | Springt!      | 3:49  |